# Дохристиянська писемність словʼян
Дохристиянська писемність словʼян (докирилична писемність) — гіпотетична докирилична писемність слов'ян.
Про існування на Русі якоїсь писемності ще до широкого запровадження християнства свідчать повідомлення арабських авторів X ст. Ібн Фадлана, Ал Масуді, Ібн ель Недіма та перського історика   XII ст. Фахр ед-діна Мерверудді. Проте лишається неясним чи була ця писемність автентичною, або ж запозиченою.

## Свідоцтва

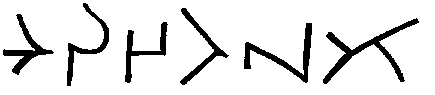
Напис з Київського листа давнім тюркським рунічним письмом

У «Житії Мефодія та Костянтина, в монашестві Кирила», написаних на основі ранніх церковних документів, оповідається про мандрівку в 860-х роках Костянтина-Кирила Філософа до Херсонеса (Крим), де він, майбутній укладач слов'янської абетки, готувався до церковної дискусії в Хазарському каганаті. Опис цих подій містить згадку про виявлені Мефодієм книги:
|  | У Херсонесі Костянтину вдалося знайти «Євангеліє і Псалтир руськими письмом записані», а також людину, котра говорила цією мовою. Костянтин, розмовляючи з ним, навчився цієї мови і, на підставі бесід розділив письмена на голосні та приголосні букви і з допомогою Божою незабаром почав читати і пояснювати знайдені книги.Оригінальний текст (ст.-слов.) Обрѣте же тоу еуаггелие и псалтирь, роусьскими письмены писано, и человѣка обрѣть, глаголюща тоя бесѣдою, и бесѣдова съ нимъ, и силу рѣчи приимь, своей бесѣдѣ прикладая различьная письмена гласная и съгласная, и къ Богоу молитву творя, въскорѣ чести и съказати, и мънози дивлѣаху, Бога хваляше |

Чорноризець Храбр засвідчив у творі «Про письмена» у X ст.:
|  | Раніше слов'яни не мали книг, але рисками та насічками ворожили, поганами бувши. Охрестившись, римськими та грецькими письменами намагалися записувати слов'янську мову без змін... Оригінальний текст (давньоруська) [Прѣжде ѹбо словѣне не имѣхѫ книгъ. нѫ чрътами и рѣзами чьтѣхѫ и гатаахѫ погани сѫще. кръстивше же сѧ. римьсками и гръчьскыми писмены. нѫждаахѫ сѧ словѣнскы рѣчь безъ устроениа…] Помилка: {{Lang}}: текст вже має курсивний шрифт (допомога) |

Тітмар Мерзебурзький (976—1018 рр.), описуючи слов'янську фортецю-храм «Ретра» (Радигощ, Радогост, Радегаст) на острові Рюген (Руян), свідчить, що на кожному з наявних у святилищі ідолів було вирізано ім'я божества язичницького пантеону:
|  | Є в окрузі редаріїв якесь місто, під назвою Рідегост, трикутне і має троє воріт... У місті немає нічого, крім майстерно спорудженого з дерева святилища, основою якого слугують роги різних тварин. Зовні, як це можна бачити, стіни його прикрашають майстерно вирізані зображення різних богів й богинь. Усередині ж встановлені виготовлені вручну ідоли, кожен з вирізаним ім'ям, обряджені в шоломи та лати, що надає їм страшного вигляду. |

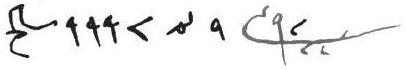
Напис Ібн ан-Надіма (відтворення за першим арабським виданням)

Арабський письменник Ібн ан-Надім у «Книзі розпису звісток про вчених та імена створених ними книг» (987–988 рр.) свідчить:
|  | Руські письмена. Мені розповідав один, на правдивість якого я покладаюся, що один із царів гори Кабк [Кавказ] послав його до царя Русів; він стверджував, що вони мають письмена, вирізували на дереві. Він же показав мені шматок білого дерева, на якому були зображення, не знаю чи були вони словами, або окремі літери, подібно до цього. |

Надпис Ібн ан-Надіма був представлений в Санкт-Петербурзі на науковій доповіді арабіста Християна Даниловича Френа в 1835 році. Графічно напис стилізований був під арабське письмо, і розшифрувати його до цих пір не вдалося. Передбачається, що «біле дерево» для письма означає березова кора дерева.
Арабський історик Аль Масуді у своїй праці «Золоті копі й розсипи самоцвітів», засвідчив, що виявив в одному з «руських храмів» пророцтво, написане на камені:
|  | У слов'янських краях були будівлі, шановані ними. Між іншим була у них одна споруда на горі, про яку писали філософи, що вона одна з найвищих гір у світі. Про цю будівлю існує розповідь про якість цієї споруди, про розташування різнорідних його каменів та різних її кольорів, про отвори, зроблені у верхній її частині, про те, що побудоване в цих отворах для спостереження за сходом сонця, про покладені туди дорогоцінне каміння і знаки, зазначені у ньому, які вказують на майбутні події і застерігають від подій пред їх здійсненням, про лунаючі у верхній його частині звуки і про те, що спіткає їх при слуханні цих звуків. |

До того ж у договорі 911 року є вказівка, що Русь та Візантія у стародавні часи й раніше вирішували спірні питання «не тільки усно, але й письмово». У договорі 944 року оповідається про відіслані грамоти руських князів до греків, що давали послам й гостям, що відправлялися до Царгорода. Дослідження (наприклад, Я. Малінгуді) вказують, що переклад внесений до «Повісті врем'яних літ», робився з грецької копії книги XI століття, тобто вже після впровадження християнства в Київській Русі. У русько-візантійському договорі 911 року є згадка про письмові заповіти русі, мешкали в Царгороді:
|  | Про русь, на службі у грецького царя в Грецькій землі. Якщо хто помре, не розпорядившись своїм майном, а своїх <у Візантії> у нього не буде, то нехай вернеться майно його на Русь найближчим молодшим родичам. Якщо ж зробить заповіт, то візьме заповідане ним той, кому він заповідав письмово успадковувати його майно, і нехай успадковує його.Оригінальний текст (ст.-слов.) О работающих въ Грѣцѣхъ руси у хрестьяньского цесаря. Аще кто умреть, не урядивъ своего имѣнья, ци и своихъ не имать, да възратить имѣнье к малымъ ближикамъ в Русь. Аще ли створить обряжение таковый, възмет уряженое его, кому будеть писалъ наслѣдити имѣнье его, да наслѣдит е |

## Археологічні знахідки

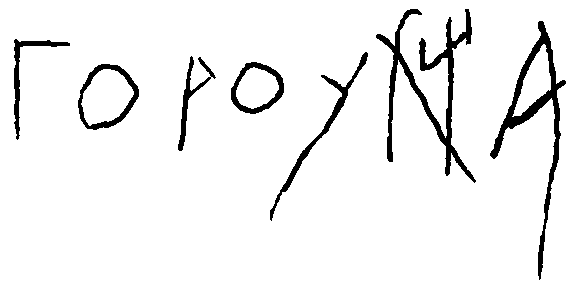
Гньоздовський напис

- Існують не розшифровані знаки на Мікоржинських каменях (Познань, Польща) й Ситовський напис[bg] (Ситово, Болгарія, виявлена в 1928 р.), на яких можливо є рунічні написи слов'ян. Є версія розшифровки Ситовського напису фригійською мовою[12].
- Написи другої чверті I тисячоліття нашої ери Черняхівської археологічної культури румунський археолог Мітря Б., російський історик Тиханова М. А. й інші трактували як руни[13].
- Східнослов'янський текст, гньоздовський напис[14], на глиняному глеку, виявленому в 1949 році при розкопці кургана біля села Гньоздово коло Смоленська, містить напис-слово ГОРОУХЩА[15], позначає посудину для зберігання гірчиці (або ім'я власника), виконаний кирилицею і датується за набором поховального інвентарю (кістяні гребені, меч, уламки овальної фібули) другою чвертю — серединою X століття[16].
- Відомі не розшифровані написи на слов'янських біконічних прясельцях XI—XIII ст., наприклад, з Білоозера[17] чи у Волковиську[18]. Не розшифровано напис на посудині з Археологічного відділу колишнього Тверського музею, опубліковане А. К. Жизневським[ru] у 1888 році[19].